# USS Humphreys (DD-236)
Za druga plovila z istim imenom glejte USS Humphreys.
USS Humphreys (DD-236) je bil rušilec razreda Clemson v sestavi Vojne mornarice Združenih držav Amerike.
Rušilec je bil poimenovan po Joshui Humphreysu.